# 阿蘭凱區
9°10′16″S 76°45′05″W / 9.1710°S 76.7515°W
阿蘭凱區（西班牙語：Distrito de Arancay），是秘魯的一個區，位於該國中部瓦努科大區的瓦馬利埃斯省，始建於1857年1月2日，面積158.3平方公里，海拔高度3,050米，2005年人口2,053，人口密度每平方公里13人。